# Socorro Giménez
Socorro Giménez (Mendoza, 1973) es una editora y escritora argentina.

## Biografía
Socorro Giménez nació en Mendoza (Argentina) en 1973. Pasó unos años en Barcelona, donde contactó con varias editoriales para las que trabajó como lectora y correctora. También trabajó con una productora de exposiciones de arte. De regreso a su país, se hizo responsable de publicaciones del Museo de Arte Latinoamericano de Buenos Aires, MALBA.
En 2021 publicó en España su primer libro, Casa se busca.
En 2024 colabora con el medio digital https://ctxt.es/, en una columna mensual titulada "Jardín de gente".

## Obras
- Casa se busca. Barcelona, Caballo de Troya, 2021.